# This Beautiful Mess
This Beautiful Mess es el segundo álbum de la banda estadounidense Sixpence None the Richer publicado el 18 de abril de 1995.

## Lista de canciones
1. "Angeltread" – 3:28
2. "Love, Salvation, the Fear of Death" – 3:51
3. "Bleeding" – 5:04
4. "Within a Room Somewhere" – 5:06
5. "Melting Alone" – 4:03
6. "Circle of Error" – 5:04
7. "The Garden" – 4:03
8. "Disconnect" – 4:20
9. "Thought Menagerie" – 3:11
10. "Maybe Tomorrow" – 4:22
11. "Drifting" – 3:42
12. "I Can't Explain" – 3:25

## Créditos
- Dale Baker - Batería
- Leigh Nash - Voz
- J.J. Plasencio - Bajo
- Matt Slocum - Guitarra
- Tess Wiley - Guitarra